# 北部省 (新喀里多尼亚)
北部省（法語：province Nord）是新喀里多尼亚的三个省之一。它的辖区囊括新喀里多尼亚岛的北半部。
省政府所在地是科内。